# Антоніо Хосе Амар-і-Борбон
Антоніо Хосе Амар-і-Борбон Арґедас (ісп. Antonio José Amar y Borbón Arguedas; 1742–1826) — іспанський військовик і колоніальний чиновник, віце-король Нової Гранади від 1803 до 1810 року.

## Біографія
Походив з родини спадкових медиків: його батько був лікарем короля Фернандо VI, дід — лікарем Карла III, а сестра була членом Королівського медичного товариства Барселони. Вступив на військову службу в 20-річному віці, дослужившись до звання бригадного генерала. 1779 року брав участь в облозі Гібралтару, від 1792 року воював проти Франції. 1770 року став лицарем ордена Сантьяго, а 1802 року отримав звання генерал-лейтенанта.
26 липня 1802 року був призначений на пост віце-короля Нової Гранади. Новий чиновник прибув до Боготи після епідемії віспи та привіз із собою вакцину від неї. Дружина Амара організувала на честь вступу чоловіка на посаду бал-маскарад, що стало новинкою для місцевого суспільства та швидко увійшло в моду.
Антоніо Хосе Амар-і-Борбон підтримував ботанічні експедиції Хосе Селестіно Мутіса й наукові дослідження Франсіско Хосе де Кальдаса. Від 1805 року Амар-і-Борбон почав втрачати слух.
Після 1808 року, коли королем Іспанії став Жозеф Бонапарт, політична ситуація різко змінилась, що спричинило кризу довіри в колоніях до представників королівської влади та зміцнило позиції креолів. Віце-король не пристав на пропозицію останніх щодо створення місцевих збройних сил для захисту від можливого французького вторгнення, не довіряючи їхній лояльності. Креоли, в свою чергу, підозрювали Амара в профранцузькій орієнтації.
На початку вересня 1809 року почались заворушення в Кіто. Щоб обговорити можливі дії, Амар-і-Борбон провів дві великі наради з чиновниками та представниками місцевих еліт, на яких думки розійшлись: креоли висловились різко проти відправки військ для придушення повстання. Зрештою віце-король вирішив відрядити комісію для мирних перемовин, але одночасно спрямував і війська для дій у разі їх провалу.
20 липня 1810 року почались заворушення і в столиці. Народний мітинг обрав Верховну народну хунту Нової Гранади, й Амар-і-Борбон її очолив, однак його президентство не мало народного схвалення. 25 липня Арман-і-Борбон був усунутий від займаних посад і заарештований разом з дружиною. Невдовзі його було звільнено, а 1 серпня було видано наказ від Центральної урядової хунти Іспанії про передачу ним повноважень новому віце-королю Франсіско Хав'єру Венегасу.
Під тиском громадськості 13 серпня Антоніо Хосе Амар-і-Борбон був знову заарештований. Столична хунта не схвалювала його арешту, тому 15 серпня його таємно вивезли з Боготи до військового табору Ла-Попа в Картахені, де його утримували до 12 жовтня, після чого відправили до Гавани, а звідти — до Іспанії.
На батьківщині колишній віце-король опинився в скрутному фінансовому становищі, оскільки більша частина його власності було конфіскована для виплат за позовами проти нього. 1820 року він отримав почесний пост державного радника. 1824 року постав перед судом, але після тривалого процесу був виправданий.
Помер у Сарагосі 1826 року.